# The Universal (Small Faces)
"The Universal" is een liedje van de Britse rockgroep Small Faces. Het werd op 22 juni 1968 door Immediate Records als single uitgegeven, met op de B-kant het door Ian McLagan geschreven "Donkey Rides, A Penny A Glass". Steve Marriott en Ronnie Lane schreven samen "The Universal" en verzorgden tevens de muzikale productie. De band bereikte hiermee de zestiende plaats in de Britse hitlijst en de veertiende in de Nederlandse Top 40. Platenbaas Andrew Oldham had de uitgave van deze single niet met de bandleden overlegd. "The Universal" was de laatste officiële single van de Small Faces; Marriott verliet de band in het begin van 1969 en de andere leden gingen verder als The Faces.

## Uitgaven
Britse uitgave (IM 069)
- A. "The Universal" (2:30)
- B. "Donkey Rides, A Penny A Glass" (2:45)

Duitse uitgave (IM 23 856)
- A. "The Universal" (2:44)
- B. "Donkey Rides, A Penny A Throw" (2:51)

## Musici
- Ronnie Lane - basgitaar, zang
- Kenney Jones - drums
- Ian McLagan - toetsen
- Steve Marriott - zang, gitaar

## Hitnoteringen

### Nederlandse Top 40
| Hitnotering in de Nederlandse Top 40: | Hitnotering in de Nederlandse Top 40: | Hitnotering in de Nederlandse Top 40: | Hitnotering in de Nederlandse Top 40: | Hitnotering in de Nederlandse Top 40: | Hitnotering in de Nederlandse Top 40: | Hitnotering in de Nederlandse Top 40: | Hitnotering in de Nederlandse Top 40: |
| Week:                                 | 1                                     | 2                                     | 3                                     | 4                                     | 5                                     | 6                                     | 7                                     |
| ------------------------------------- | ------------------------------------- | ------------------------------------- | ------------------------------------- | ------------------------------------- | ------------------------------------- | ------------------------------------- | ------------------------------------- |
| Positie:                              | 32                                    | 25                                    | 15                                    | 14                                    | 21                                    | 32                                    | uit                                   |

### UK Singles Chart
| Hitnotering in de UK Singles Chart: 13-07-1968 t/m 21-09-1968 | Hitnotering in de UK Singles Chart: 13-07-1968 t/m 21-09-1968 | Hitnotering in de UK Singles Chart: 13-07-1968 t/m 21-09-1968 | Hitnotering in de UK Singles Chart: 13-07-1968 t/m 21-09-1968 | Hitnotering in de UK Singles Chart: 13-07-1968 t/m 21-09-1968 | Hitnotering in de UK Singles Chart: 13-07-1968 t/m 21-09-1968 | Hitnotering in de UK Singles Chart: 13-07-1968 t/m 21-09-1968 | Hitnotering in de UK Singles Chart: 13-07-1968 t/m 21-09-1968 | Hitnotering in de UK Singles Chart: 13-07-1968 t/m 21-09-1968 | Hitnotering in de UK Singles Chart: 13-07-1968 t/m 21-09-1968 | Hitnotering in de UK Singles Chart: 13-07-1968 t/m 21-09-1968 | Hitnotering in de UK Singles Chart: 13-07-1968 t/m 21-09-1968 | Hitnotering in de UK Singles Chart: 13-07-1968 t/m 21-09-1968 |
| Week:                                                         | 1                                                             | 2                                                             | 3                                                             | 4                                                             | 5                                                             | 6                                                             | 7                                                             | 8                                                             | 9                                                             | 10                                                            | 11                                                            | 12                                                            |
| ------------------------------------------------------------- | ------------------------------------------------------------- | ------------------------------------------------------------- | ------------------------------------------------------------- | ------------------------------------------------------------- | ------------------------------------------------------------- | ------------------------------------------------------------- | ------------------------------------------------------------- | ------------------------------------------------------------- | ------------------------------------------------------------- | ------------------------------------------------------------- | ------------------------------------------------------------- | ------------------------------------------------------------- |
| Positie:                                                      | 37                                                            | 23                                                            | 18                                                            | 16                                                            | 18                                                            | 20                                                            | 19                                                            | 23                                                            | 30                                                            | 38                                                            | 42                                                            | uit                                                           |